# باشگاه فوتبال وژدوواتس
باشگاه فوتبال وژدوواتس (انگلیسی: FK Voždovac) یک باشگاه فوتبال صربستانی مستقر در وژدوواتس، بلگراد است. این باشگاه در سوپر لیگ فوتبال صربستان، بالاترین سطح لیگ فوتبال در این کشور به فعالیت می‌پردازد.
آنها با نام مستعار "اژدهایان" موفقیت کمی در دوران یوگسلاوی تجربه کردند، اما از زمان استقلال صربستان به یکی از بهترین و باثبات ترین باشگاه‌های بلگراد در دوران مدرن تبدیل شده‌اند.
آنها به دلیل استادیوم خود در بالای یک مرکز خرید شناخته شده‌اند.